# 合志市立合志楓の森中学校
合志市立合志楓の森中学校（こうししりつ こうしかえでのもりちゅうがっこう）は、熊本県合志市にある公立中学校。合志楓の森小学校と校舎を共用している。

## 沿革
- 2021年4月1日 - 合志市立西合志南中学校、合志中学校の一部を分離して1年生と2年生だけで開校。[1]

## 学区
- 合志楓の森小学校通学区域

## 交通
- 熊本電気鉄道菊池線 再春医療センター前駅下車。